# Comuna Orlove, Solone
Orlove (în ucraineană Орлове) este o comună în raionul Solone, regiunea Dnipropetrovsk, Ucraina, formată din satele Ciornoparivka, Orlove (reședința), Reasne și Șulhivka.

## Demografie
Componența lingvistică a satului Orlove
     Ucraineană (93,38%)
     Rusă (5,84%)
     Alte limbi (0,68%)
Conform recensământului din 2001, majoritatea populației satului Orlove era vorbitoare de ucraineană (93,38%), existând în minoritate și vorbitori de rusă (5,84%).